# Масонский храм Торонто
Масонский храм в Торонто — больше известен, как Храм CTV или как Храм MTV. Четырёхэтажное здание высотой 16,67 метра, располагается на северо-западном углу Давенпорт-роуд и Янг-стрит в Торонто (Онтарио, Канада).

## История

### Основание
Строительство началось в начале 1917 года. Масонская церемония закладки краеугольного камня состоялась 17 ноября 1917 года на первом заседании ложи, происходившем в канун празднования нового 1918 года. На своём пике масонский храм был домом для 38 различных масонских организаций: 27 символических лож, 6 капитулов Йоркского устава, 2 Приората рыцарей-тамплиеров, 2 организаций ДПШУ и Совета Адонирама.

### Использование
В годы, предшествовавшие продаже храма CTV, он был известен как концертный зал, а в конце 1960-х как Рокпайл — концертно-танцевальная площадка, где впервые демонстрировали свои способности местные музыкальные дарования. В этом концертном зале записывались выступления крупных международных звёзд, в том числе первый концерт в Торонто Led Zeppelin — 2 февраля 1969 года, во время первого тура группы в Северной Америке.

### Трудности
Несмотря на то, что здание являлось исторически значимым и было добавлено в 1974 году в инвентарный список недвижимого наследия города Торонто, тем не менее оно переходило из рук в руки несколько раз. В 1997 году оно было под угрозой сноса: разработчик запланировал новый высотный жилой дом для продажи заказчикам из Азии. В том же году храм был занесён в Онтарио в «Закон о наследии».

### Последние 20 лет
Кроме того, в 1990-х годах студия была домом для Open Mike with Mike Bullard и одним из новостных бюро CTV Торонто. Кроме того, здание арендовалось в качестве репетиционного зала Rolling Stones. В марте 2006 года здание стало домом нового канала MTV в Канаде. С 2009 года в нём проходило вручение музыкальной премии Polaris.